# Casaletto Vaprio
Casaletto Vaprio est une commune italienne de la province de Crémone, dans la région Lombardie.

## Administration
| Période                                  | Période | Identité     | Étiquette     | Qualité |
| ---------------------------------------- | ------- | ------------ | ------------- | ------- |
| 2014                                     |         | Ilaria Dioli | Liste civique |         |
| Les données manquantes sont à compléter. |         |              |               |         |

### Communes limitrophes
Campagnola Cremasca, Capralba, Cremosano, Quintano, Trescore Cremasco